# Diaditus
Diaditus is een geslacht van wantsen uit de familie van de Reduviidae (Roofwantsen). Het geslacht werd voor het eerst wetenschappelijk beschreven door Carl Stål in 1859.

## Soorten
Het genus bevat de volgende soorten:

- Diaditus latulus Barber, 1930
- Diaditus nocturnus Hussey, 1954
- Diaditus pictipes Champion, 1898
- Diaditus pilosicornis Bergroth, 1907
- Diaditus semicolon Stål, 1859
- Diaditus tejanus Giacchi, 1980